# Représentations diplomatiques de la Palestine
L'État de Palestine dispose d'un réseau d'ambassades dans le monde entier, principalement en Afrique, en Asie, en Europe de l'Est, en Amérique latine et au Moyen-Orient. Dans les pays qui ne reconnaissent pas formellement l’État de Palestine, comme l’Australie, le Canada et la plupart des pays d’Europe occidentale, l’Autorité nationale palestinienne est représentée par une mission diplomatique appelée mission, mission permanente, délégation générale voire bureau de représentation.

## Afrique
- Afrique du Sud
  - Pretoria (Ambassade)[1]
- Algérie
  - Alger (Ambassade (en))[2]
- Angola
  - Luanda (Ambassade)[2]
- Côte d'Ivoire
  - Abidjan (Ambassade)[2]
- Djibouti
  - Djibouti (Ambassade)[2]
- Égypte
  - Le Caire (Ambassade)[2]
- Éthiopie
  - Addis-Abeba (Ambassade)[2]
- Gabon
  - Libreville (Ambassade)[3],[4]
- Ghana
  - Accra (Ambassade)[5]
- Guinée
  - Conakry (Ambassade)[2]
- Guinea-Bissau
  - Bissau (Ambassade)[2]
- Kenya
  - Nairobi (Ambassade)[6]
- Libye
  - Tripoli (Ambassade (en))[2]
- Mali
  - Bamako (Ambassade)[2]
- Maroc
  - Rabat (Ambassade (en))[2]
- Mauritanie
  - Nouakchott (Ambassade)[2]
- Mozambique
  - Maputo (Ambassade)[2]
- Namibie
  - Windhoek (Ambassade)[1]
- Nigeria
  - Abuja (Ambassade)[7]
- République du Congo
  - Brazzaville (Ambassade)[2]
- Sénégal
  - Dakar (Ambassade)[1]
- Soudan
  - Khartoum (Ambassade)[1]
- Tanzanie
  - Dar es Salam (Ambassade)[8]
- Tunisie
  - Tunis (Ambassade (en))[1]
- Zambie
  - Lusaka (Ambassade)[1]
- Zimbabwe
  - Harare (Ambassade)[1]

## Amérique
- Argentine
  - Buenos Aires (Ambassade)[9]
- Bolivie
  - La Paz (Ambassade)
- Brésil
  - Brasilia (Ambassade)[10]
- Canada
  - Ottawa (Délégation générale)[11]
- Chile
  - Santiago (Ambassade)[10]
- Colombia
  - Bogota (Ambassade)[12]
- Cuba
  - La Havane (Ambassade)[2]
- Équateur
  - Quito (Ambassade)[13]
- Mexique
  - Mexico (Ambassade)[14]
- Nicaragua
  - Managua (Ambassade)[1]
- Pérou
  - Lima (Ambassade (en))[15]
- Salvador
  - San Salvador (Ambassade)[16]
- Uruguay
  - Montevideo (Ambassade)
- Venezuela
  - Caracas (Ambassade)[1]

## Asie
- Arabie saoudite
  - Riyad (Ambassade (en))[17]
- Azerbaïdjan
  - Bakou (Ambassade (en))[18]
- Bahreïn
  - Manama (Ambassade (en))[2]
- Bangladesh
  - Dacca (Ambassade (en))[19]
- Chine
  - Pékin (Ambassade (en))[2]
- Corée du Nord
  - Pyongyang (Ambassade (en))[20]
- Émirats arabes unis
  - Abou Dabi (Ambassade (en))[21]
  - Dubaï (Consulat général)[22]
- Inde
  - New Delhi (Ambassade (en))[2]
- Indonésie
  - Jakarta (Ambassade)[2]
- Irak
  - Bagdad (Ambassade (en))[2]
- Iran
  - Téhéran (Ambassade (en))[2]
- Japon
  - Tokyo (Mission générale (en))[23]
- Jordanie
  - Amman (Ambassade (en))[24]
- Kazakhstan
  - Astana (Ambassade (en))[20]
- Koweït
  - Koweït (Ambassade (en))[2]
- Liban
  - Beyrouth (Ambassade (en))[25]
- Malaisie
  - Kuala Lumpur (Ambassade (en))[2]
- Oman
  - Mascate (Ambassade (en))[1]
- Ouzbékistan
  - Tachkent (Ambassade)[26],[27]
- Pakistan
  - Islamabad (Ambassade (en))[28]
- Philippines
  - Manille (Ambassade (en))[2],[29]
- Qatar
  - Doha (Ambassade (en))[1]
- Sri Lanka
  - Colombo (Ambassade)[30]
- Syrie
  - Damas (Ambassade (en))[1]
- Tadjikistan
  - Douchanbé (Ambassade)
- Turkménistan
  - Achgabat (Ambassade)[31]
- Turquie
  - Ankara (Ambassade)[32]
  - Istanbul (Consulat général)
- Viêt Nam
  - Hanoï (Ambassade (en))[33]
- Yémen
  - Sanaa (Ambassade (en))[1]

## Europe
- Albanie
  - Tirana (Ambassade)[2]
- Allemagne
  - Berlin (Mission (en))[2]
- Autriche
  - Vienne (Mission permanente)[3]
- Belgique
  - Bruxelles (Mission)[3]
- Biélorussie
  - Minsk (Ambassade)[2]
- Bosnie-Herzégovine
  - Sarajevo (Ambassade)[2]
- Bulgarie
  - Sofia (Ambassade)[2]
- Chypre
  - Nicosie (Ambassade)[2]
- Danemark
  - Copenhague (Mission)[3]
- Espagne
  - Madrid (Mission)[34]
- Finlande
  - Helsinki (Mission)[2]
- France
  - Paris (Mission)[3]
- Grèce
  - Athènes (Mission)[35]
- Hongrie
  - Budapest (Ambassade (en))[36]
- Irlande
  - Dublin (Mission)[37]
- Italie
  - Rome (Mission)[10]
- Malte
  - La Valette (Ambassade)[38]
- Norvège
  - Oslo (Mission)[39]
- Pays-Bas
  - La Haye (Délégation générale)[10]
- Pologne
  - Varsovie (Ambassade)[10]
- Portugal
  - Lisbonne (Mission)[10]
- République tchèque
  - Prague (Ambassade)[40]
- Roumanie
  - Bucarest (Ambassade)[41]
- Royaume-Uni
  - Londres (Mission (en))[10]
- Russie
  - Moscou (Ambassade)[42]
- Serbie
  - Belgrade (Ambassade)[43],[44]
- Slovaquie
  - Bratislava (Ambassade)[45]
- Suède
  - Stockholm (Ambassade (en))[46]
- Suisse
  - Berne (Délégation générale)[47]
- Ukraine
  - Kiev (Ambassade)[48]
- Vatican
  - Rome (Ambassade)[note 1],[49]

## Océanie
- Australie
  - Canberra (Délégation générale)[50]

## Organisations internationales
- Ligue arabe
  - Le Caire (Mission permanente)[15]
- Nations unies
  - Genève (Mission permanente d'observation auprès des Nations unies)[51]
  - New York (Mission permanente d'observation auprès des Nations unies)[10]
    - Accrédité comme bureau de représentation auprès des États-unis
- Organisation de la coopération islamique
  - Djeddah (Mission permanente)
- UNESCO
  - Paris (Mission Permanente)[15]

## Galerie

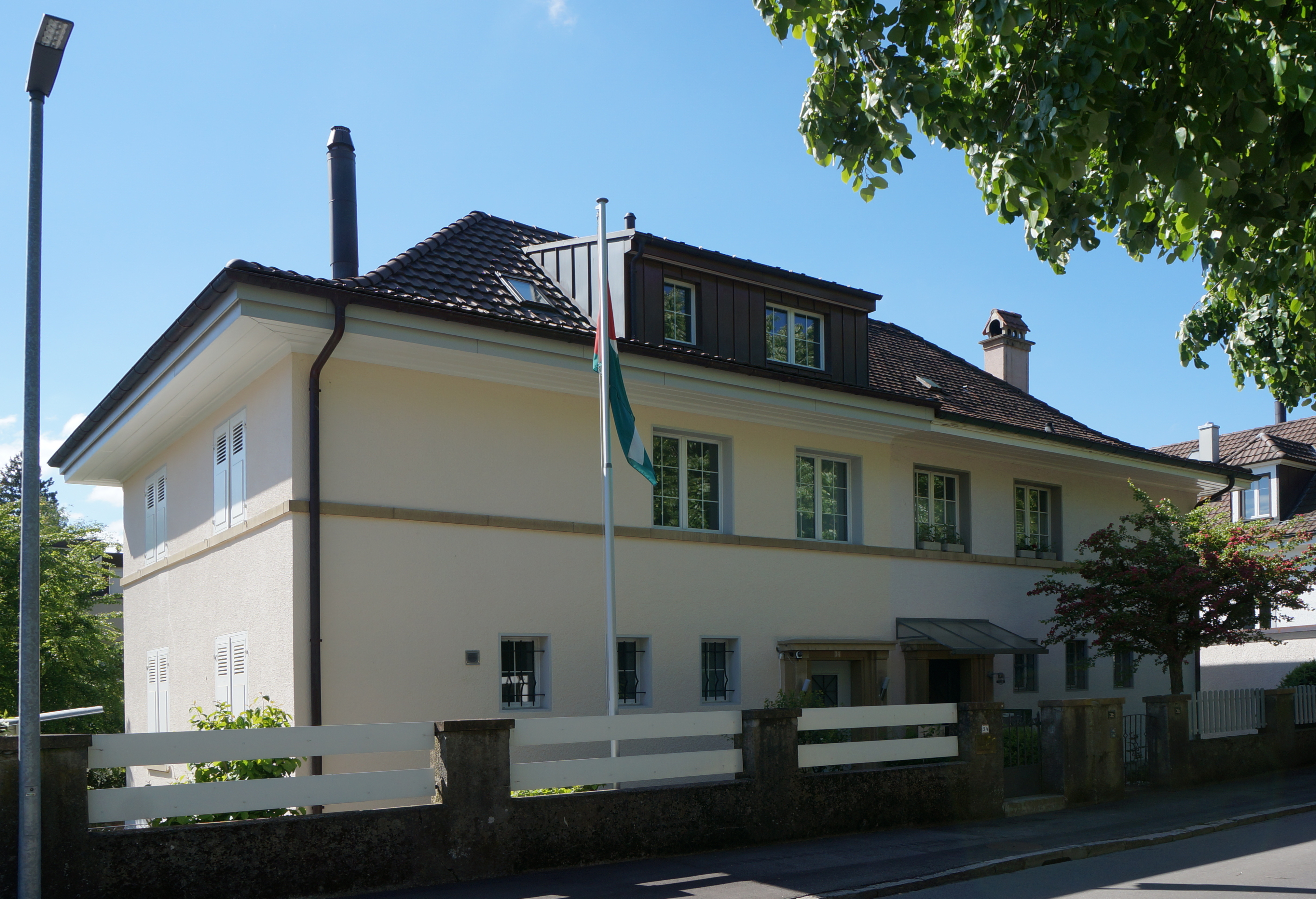
Délégation générale à Berne
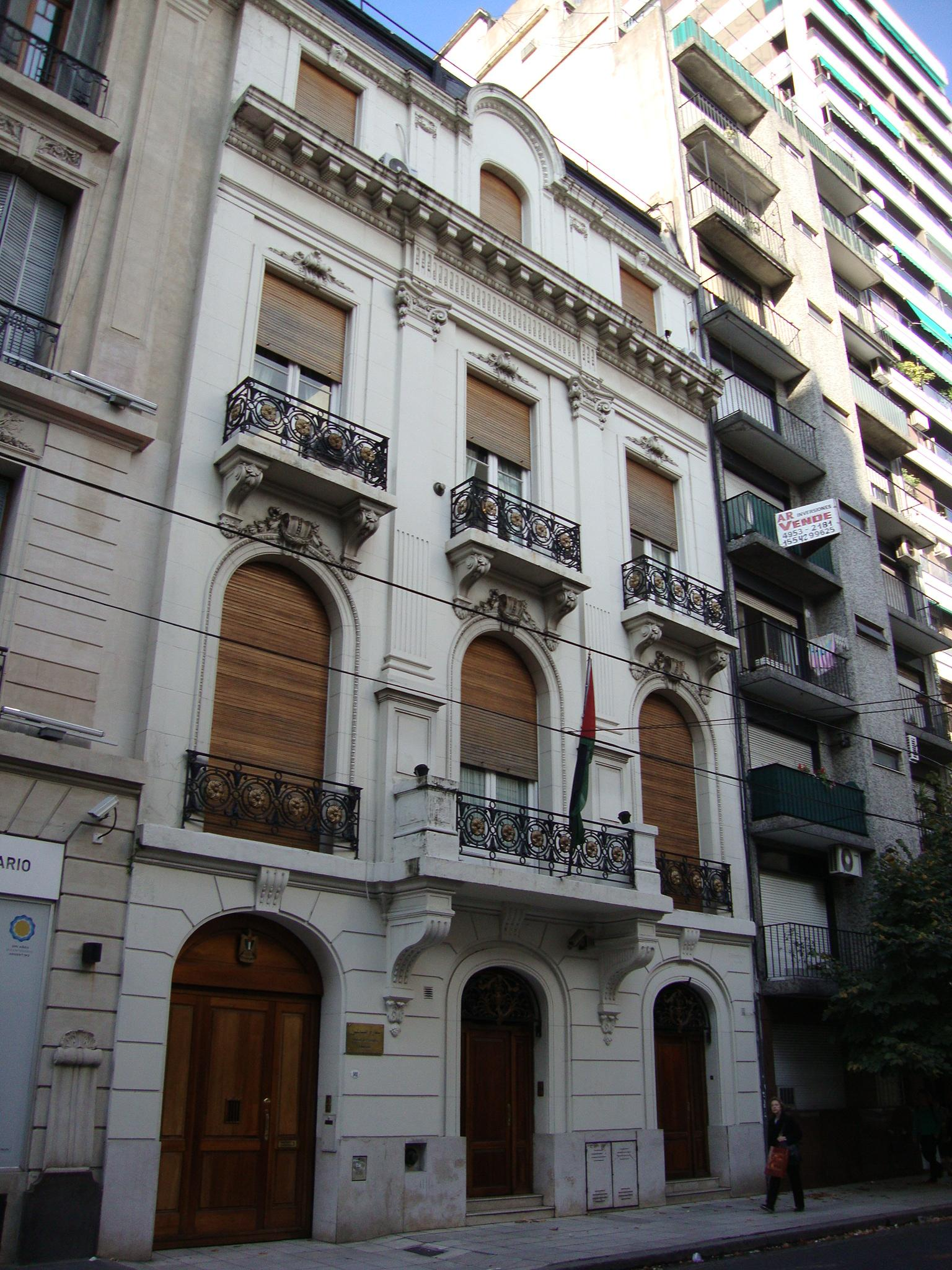
Ambassade à Buenos Aires
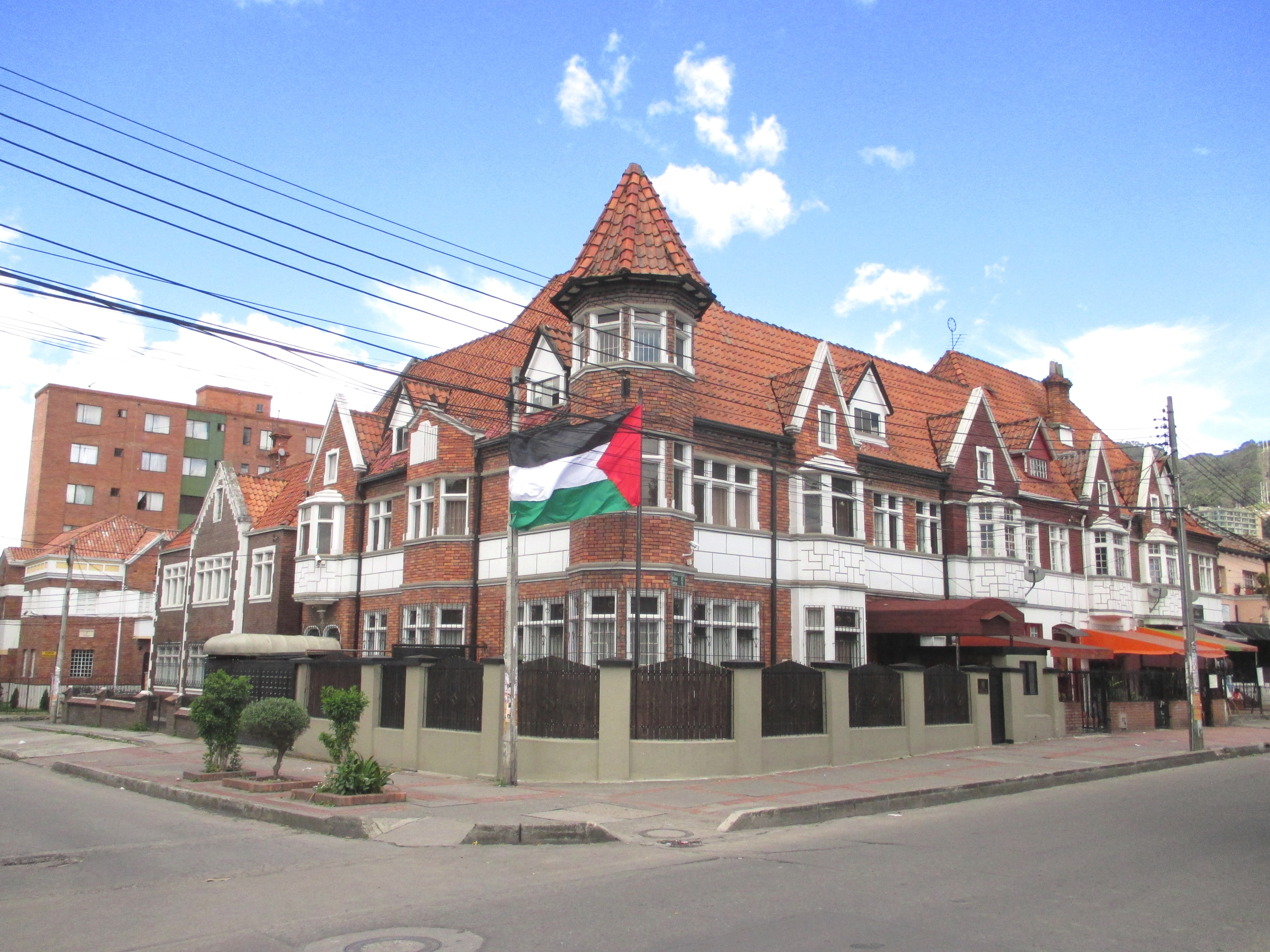
Ambassade à Bogota
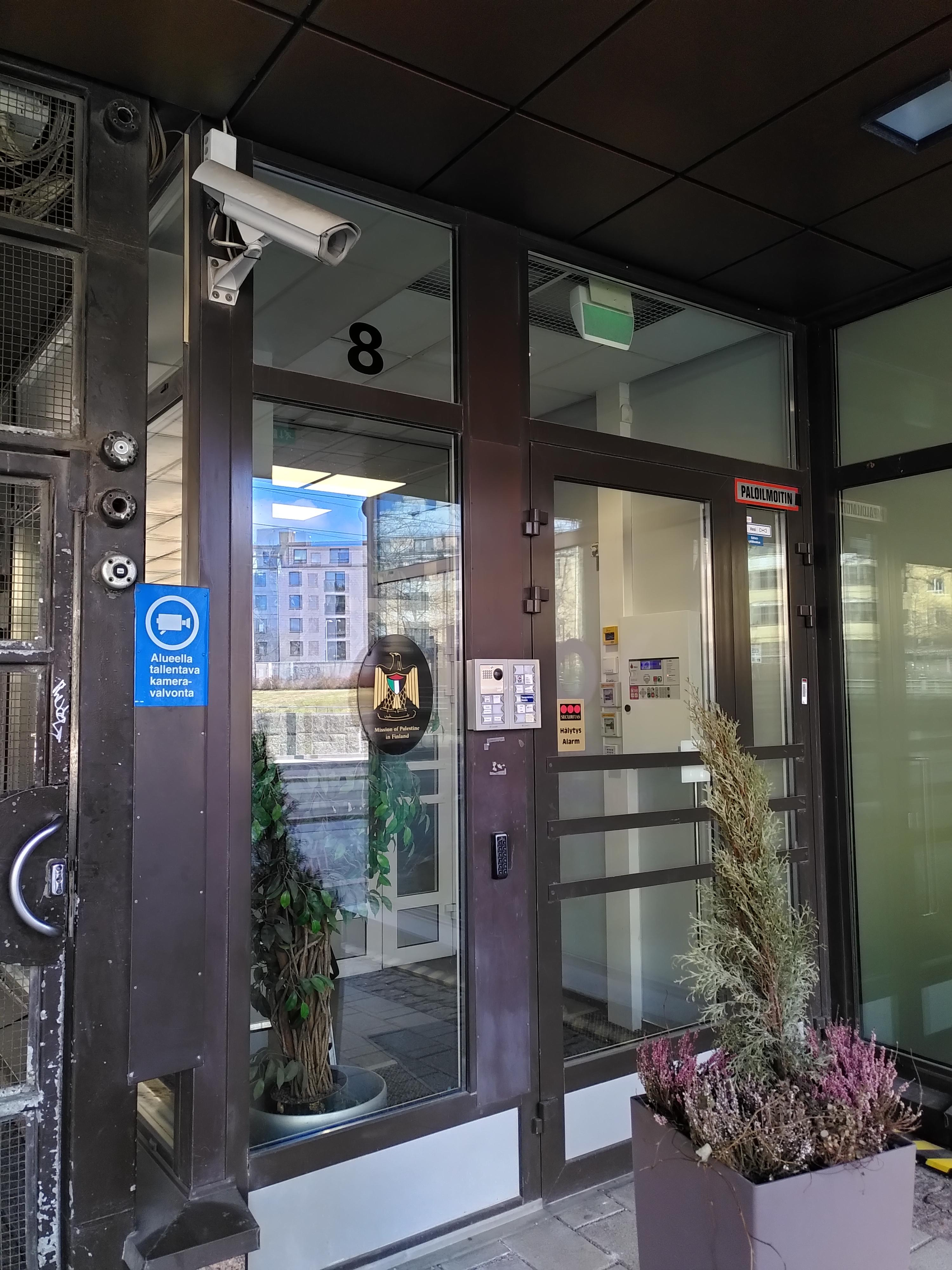
Mission à Helsinki
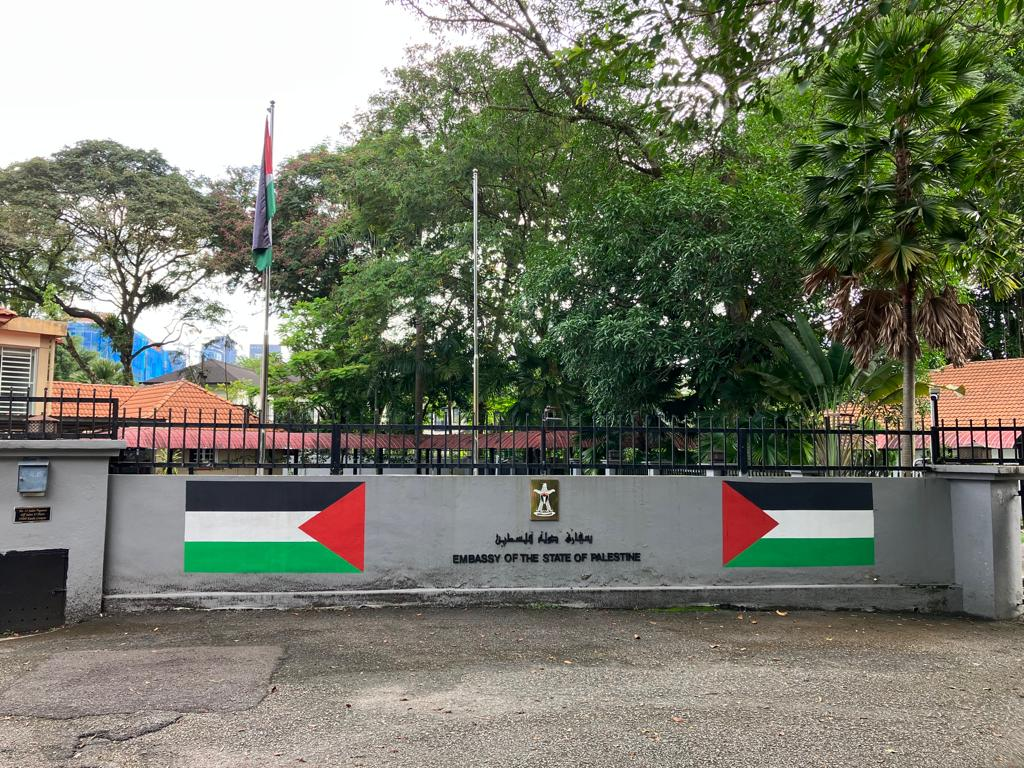
Ambassade à Kuala Lumpur
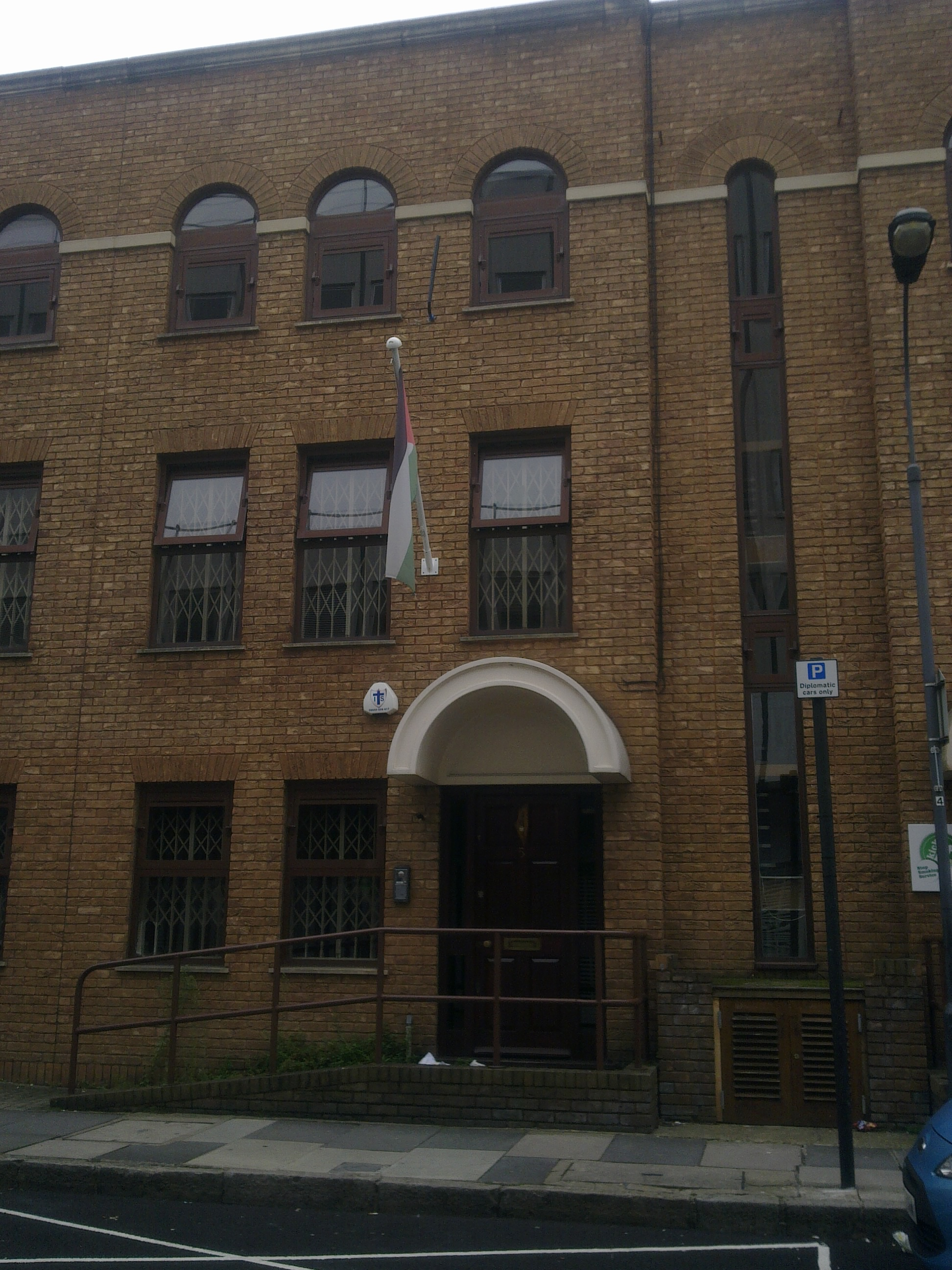
Mission à Londres
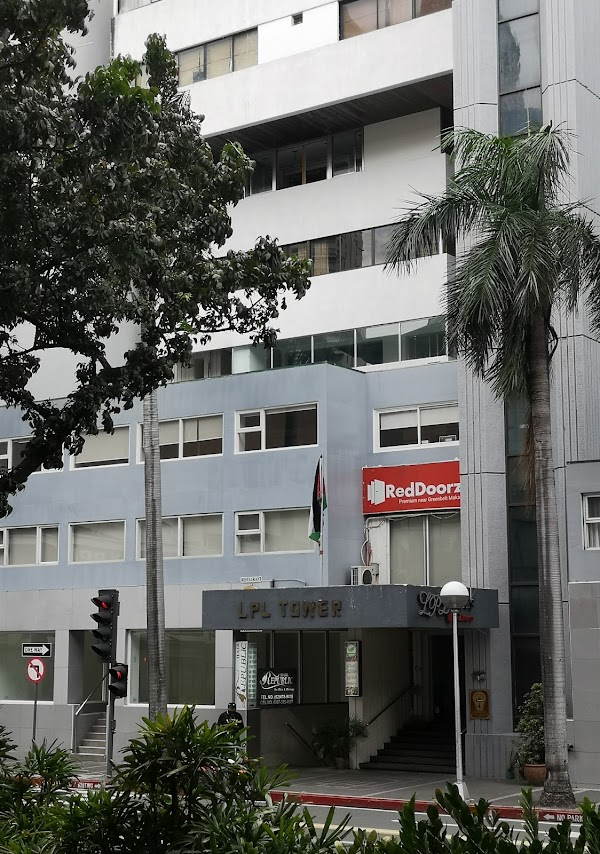
Bâtiment abritant l'Ambassade à Manille
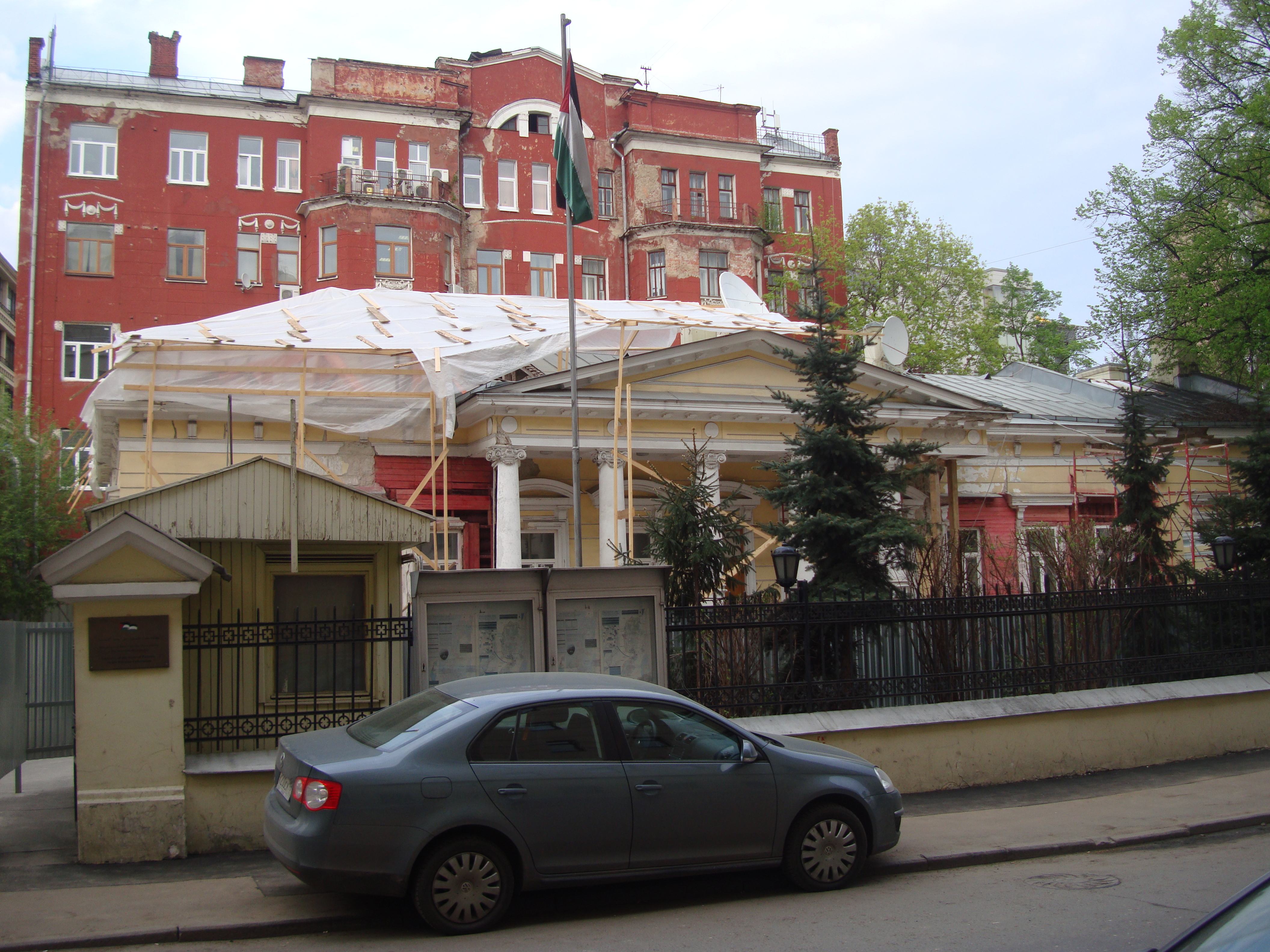
Ambassade à Moscou
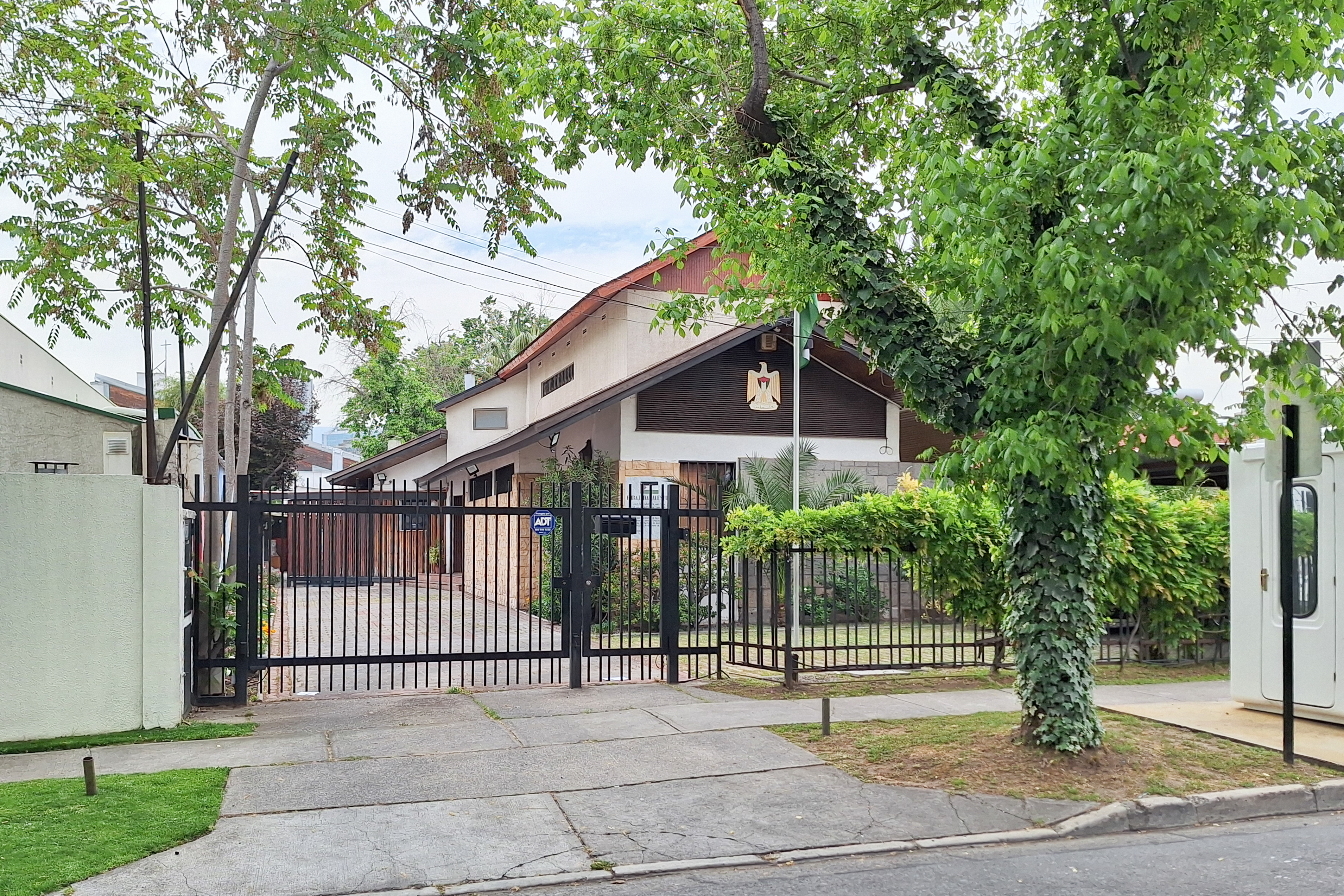
Ambassade à Santiago
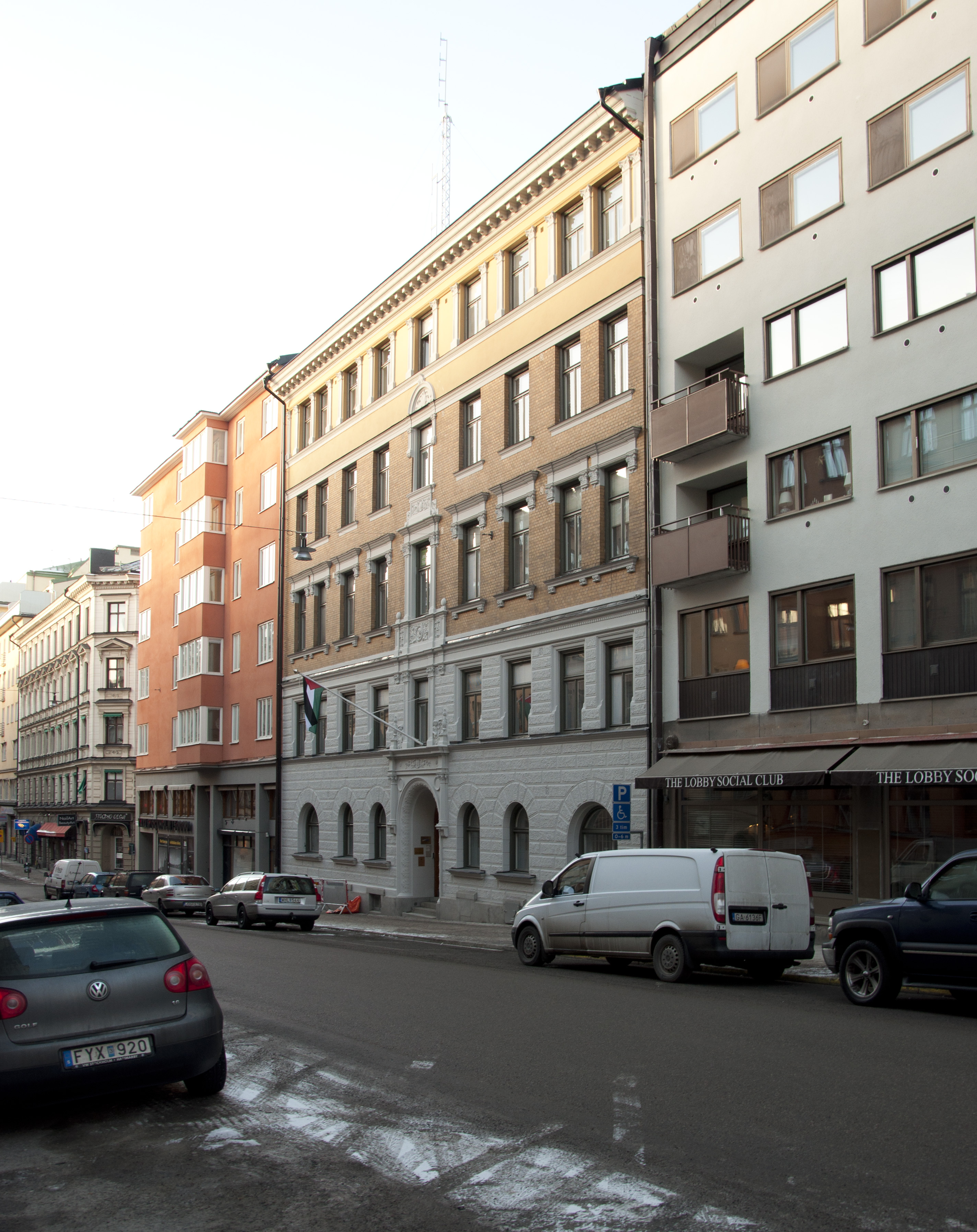
Ambassade à Stockholm
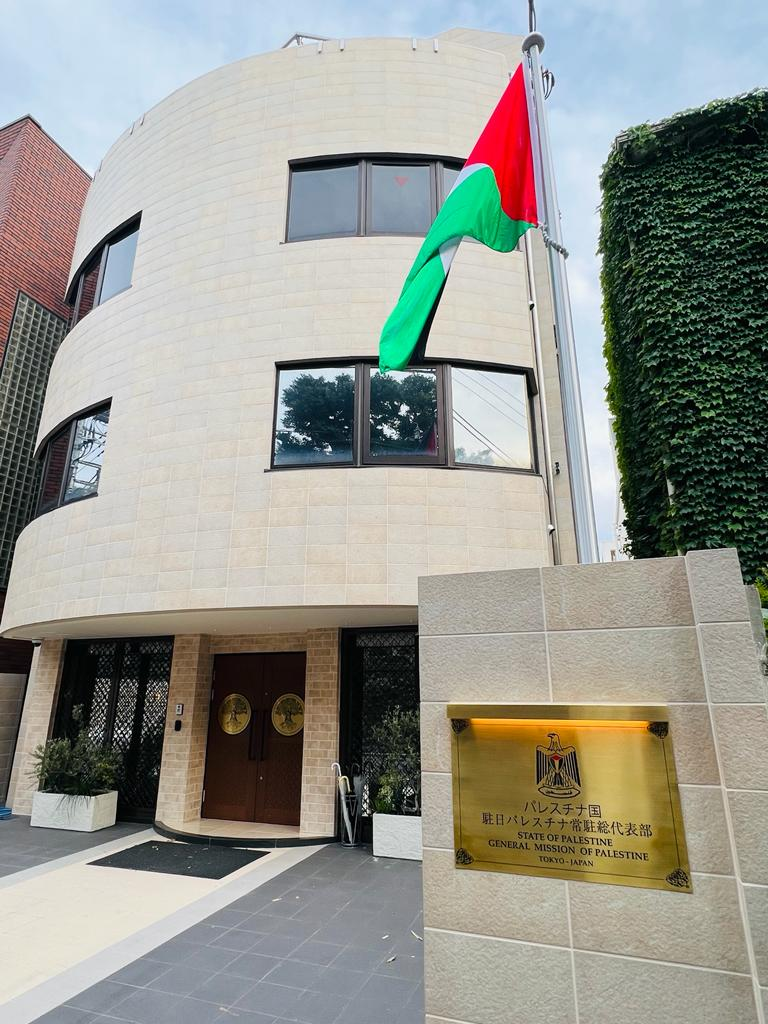
Mission générale de Palestine à Tokyo
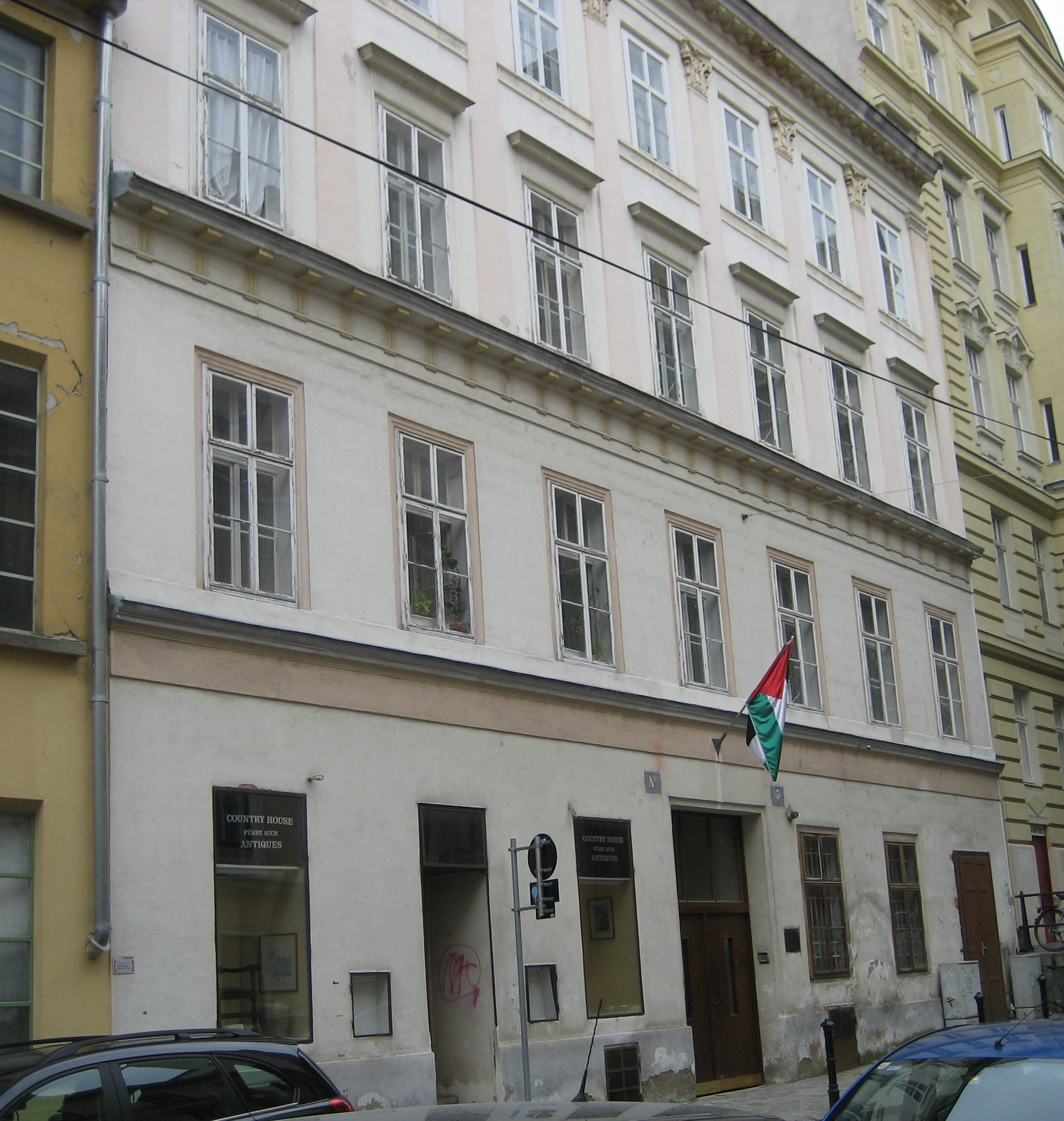
Mission à Vienne
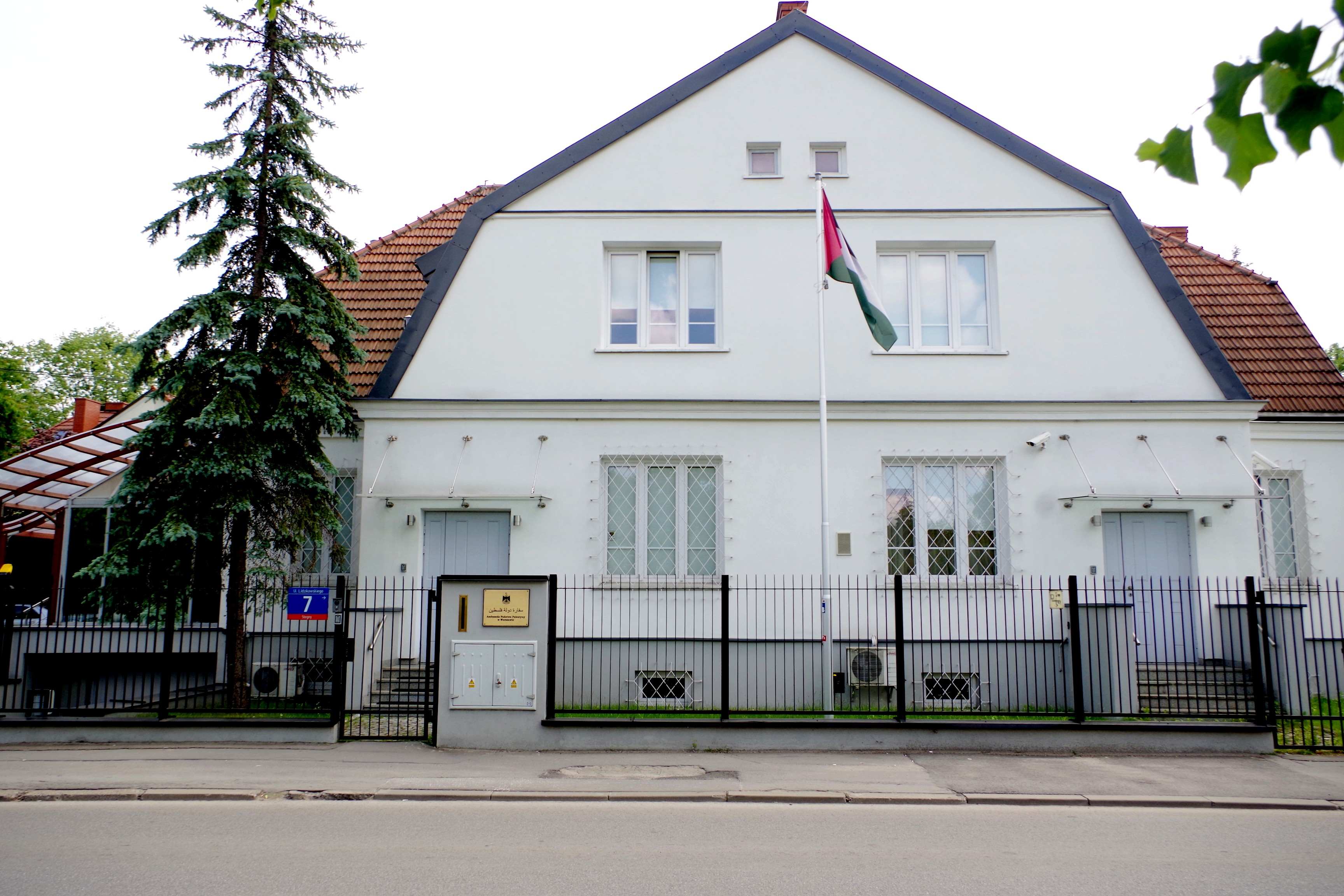
Ambassade à Varsovie